# 尼德·巴蒂

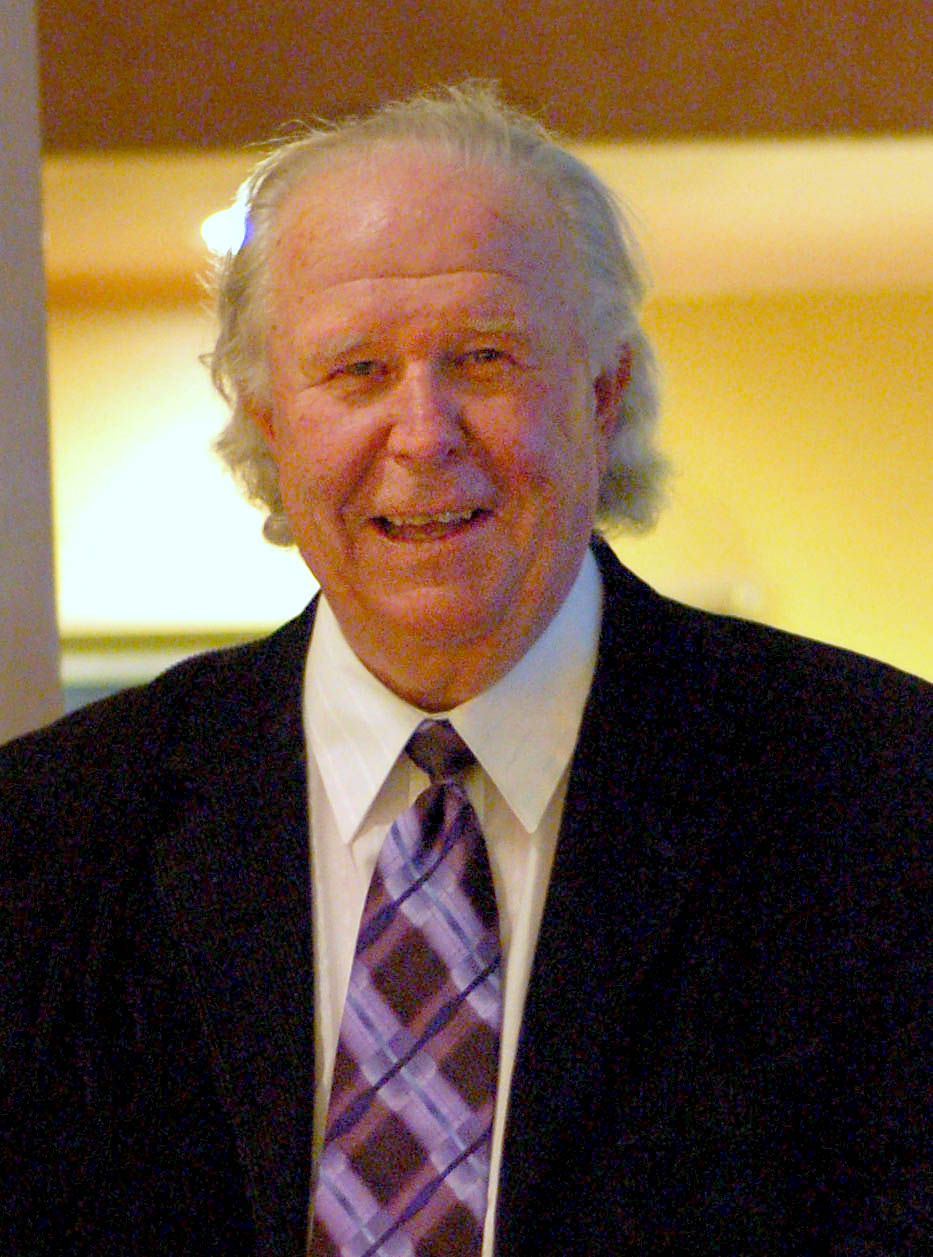
尼德·巴蒂 2006

尼德·托马斯·巴蒂（英語：Ned Thomas Beatty，1937年7月6日—2021年6月13日）是美国男演员。尼德·巴蒂是电影圈中的顶级角色演员之一，尤其是他在1970年代共计出演了160多部电影。在他的演艺生涯里，尼德获得过一次戏剧桌奖，并被提名过艾美奖两次以及奥斯卡金像奖、MTV电影大奖和金球奖各一次。
尼德这些影视奖项的提名源自他在电影和电视连续剧中的精彩表现，例如：《电视台风云》（1976年）、《友谊战火》（1979年）、《听我细唱》（1991年）和《玩具总动员3》（2010年）等。除此之外，他在影视作品里所饰演的角色也获得了极大的商业成功。这包括：1972年电影《生死狂澜》中的执行官鲍比·特里普、1975年电影《纳什维尔》中的律师德尔伯特·里斯、1976年电影《惊天大阴谋》中的调查员马丁·达迪斯、1976年电影《银线号大血案》中的卧底联邦探员鲍勃·斯威特、1977年电影《大法師2》中的爱德华兹神父、1978年电影《超人》和1980年电影《超人II》中雷克斯·路瑟的笨拙心腹奥蒂斯、1982年电影《超级玩具》中百万富翁的得力助手、1987年电影《北极光》中的帕维尔·鲍里索夫、1990年电影《裸体驱魔人》中的电视主持人欧内斯特·韦勒、1993年电影《追梦赤子心》中鲁迪·鲁迪格尔的父亲、1995年电影《正当防卫》中的麦克奈尔律师、1999年电影《人生》中的德克斯特·威尔金斯、2003年电影《红色羊齿草的故乡》中的朴素治安官、2007年电影《生死狙击》中的贪污参议员查尔斯·米查姆、2007年电影《查理·威尔森的战争》中的国会议员克拉伦斯·朗，以及2010年动画电影《玩具总动员3》中草莓熊和2013年《兰戈》中约翰龟的配音演员。

## 早年境况
尼德·巴蒂于1937年出生在美国肯塔基州的路易维尔市，其父母是查尔斯·威廉·巴蒂（Charles William Beatty）和玛格丽特·福特尼（Margaret Fortney）；同时，他还有一个姊妹名叫玛丽·玛格丽特（Mary Margaret）。
1947年，年幼的巴蒂开始在肯塔基州圣马修斯的理发店四重唱及他所在地的教堂里演唱福音音乐。随后他收到了位于肯塔基州列克星敦特兰西瓦尼亚大学无伴奏合唱团的奖学金；虽然他入校就读了大学却没有毕业。

## 奖项荣誉
| 年代   | 电影奖           | 提名类别                   | 被提名作品           | 结果 |
| ------ | ---------------- | -------------------------- | -------------------- | ---- |
| 2010年 | MTV电影大奖      | 最佳反派                   | 《玩具总动员3》      | 提名 |
| 2006年 | 奔流城国际电影节 | 电影大师奖                 | 不適用               | 獲獎 |
| 2004年 | 戏剧桌奖         | 最佳戏剧男主角             | 《热铁皮屋顶上的猫》 | 獲獎 |
| 1999年 | 网络影视协会奖   | 最佳群戏表演               | 《秘密遗产》         | 提名 |
| 1992年 | 金球奖           | 最佳男配角                 | 《听我细唱》         | 提名 |
| 1990年 | 黄金时段艾美奖   | 迷你剧及电视电影最佳男配角 | 《追寻之路》         | 提名 |
| 1979年 | 黄金时段艾美奖   | 迷你剧及电视电影最佳男主角 | 《友谊战火》         | 提名 |
| 1977年 | 奥斯卡金像奖     | 最佳男配角                 | 《电视台风云》       | 提名 |